# OK Kid
OK Kid est un groupe allemand de pop et hip-hop, originaire de Gießen. Le groupe se forme en 2006 sous le nom de Jona:S. Son nom est la contraction des albums OK Computer et Kid A du groupe Radiohead.

## Histoire

### Sous Jona:S
Le rappeur et chanteur du groupe Jonas Schubert rencontre le batteur et guitariste Raffael Kühle lors d'un atelier de hip-hop qui se déroule dans le quartier ouest de Gießen. Ils forment ensuite un groupe de cinq personnes dans la région de Gießen en 2006 sous le nom de Jona:S. Jona:S sort deux EP, et remporte en 2009 le RadioAward für neue Musik, un prix radio pour les groupes de jeunes talents,,.

### Sous OK Kid
Après le départ de deux membres en 2011, le groupe se rebaptise OK Kid à la mi-2012. Peu après, le trio encore en place a décidé de déplacer son centre d'intérêt à Cologne. En avril 2013, le premier album du groupe, homonyme, est publié sous le nom d'OK Kid. L'album est produit par Sven Ludwig et Robot Koch, et sorti sous le label Four Music de Sony Music,. L'album atteint la 43e place des classements officiels des albums allemands.
Le magazine Die Zeit qualifie le groupe de « porte-parole de la classe de la génération Y », 1 Live reconnait dans le trio un « nouvel espoir » de la pop allemande, et le magazine Juice publie les mots suivants : « OK KID fait exploser les frontières depuis le début, ajoute des nuances électroniques chatoyantes à la léthargie indé et aux fruits récoltés depuis longtemps de sa socialisation précoce au rap ». Les années qui suivent, OK Kid les consacre principalement à des tournées et à des concerts. Ainsi, le groupe se produit entre autres en mars 2013 au Rockpalast de la télévision WDR, en avril 2013 au Circus HalliGalli en tant que Band aus der Telefonzelle et en juin 2013 au Southside Festival ainsi qu'au Hurricane Festival . La seule publication de cette période riche en concerts est l'EP Grundlos, composé de cinq chansons, qui atteint la 39e place du classement officiel des singles allemands. En 2014, OK Kid participe au Bundesvision Song Contest pour la Hesse avec le morceau Unterwasserliebe et se classe 9e.
Trois ans après les débuts de l'album, l'album suivant, Zwei, suit en avril 2016. Zwei se classe à la 6e place des classements d'albums, tant en Allemagne qu'en Autriche. En outre, cette sortie fait participer Megaloh et Frank Spilker. En 2018, le groupe fonde le festival Stadt-ohne-Meer dans sa ville natale de Gießen. Le festival porte le nom de leur morceau éponyme, qui parle de Gießen. Entre la mi-novembre 2018 jusqu'aux environs de 2023, le groupe est sur la route pour une tournée appelée Lügenhits and Happy Endings Tour.

## Discographie

### Albums studio
- 2013 : OK Kid (Four Music) (43e en Allemagne[9])
- 2013 : Zwei (Four Music) (6e en Allemagne[9], 6e en Autriche[20], 52e en Suisse[21])
- 2018 : Sensation (Four Music) (15e en Allemagne[9], 26e en Autriche[20])
- 2019 : Woodkids
- 2022 : Drei (7e en Allemagne[9])
- 2024 : Endlich wieder da wo es beginnt (8e en Allemagne[9])

### EP
- 2014 : Grundlos

### Singles
- 2013 : Kaffee warm
- 2013 : Stadt ohne Meer
- 2014 : Unterwasserliebe
- 2015 : Gute Menschen
- 2016 : Bombay Calling
- 2016 : Ich kann alles
- 2017 : Es ist wieder Februar
- 2019 : Frühjahrsputz (feat. Jonasty, Raffi Balboa et Mo Fiff)
- 2019 : E08 Schwimmen
- 2019 : E01 Stotterproblem
- 2019 : E02 Ich bin Fan
- 2021 : Frühling Winter
- 2021 : Dinner for One
- 2022 : Cold Brew (Kaffee Warm 4)
- 2022 : Es regnet Hirn
- 2022 : Das Letzte (feat. Jeremias)